# Dennis Rodman
Dennis Keith Rodman (Trenton, New Jersey, 1961. május 13. –) visszavonult amerikai profi kosárlabdázó, valamint pankrátor és színész. Beceneve „A Féreg” ("The Worm").

## Élete, Karriere
Rendkívül népes családban született, édesapjának (aki korán otthagyta a családot) 26–29 gyermeke volt.
25 évesen, 1986-ban lett profi kosárlabdázó. Az NBA draft második körében a harmadik helyen választotta ki a Detroit Pistons.
Profi pályafutása során több NBA csapatban is megfordult, játszott a Detroit Pistons (1986-1993), a San Antonio Spurs (1993-1995), a Chicago Bulls (1995-1998), a Los Angeles Lakers (1999), valamint a Dallas Mavericks (2000) csapatában is.
Összesen öt alkalommal nyerte meg aktuális csapatával az NBA-bajnokságot (Detroit Pistons: 1989, 1990, Chicago Bulls: 1996, 1997, 1998), kétszer válogatták be az NBA All-Star csapatba (1990, 1992), továbbá kétszer választották az év védő játékosának.(1990,1991).  
Hét egymást követő szezonban vezette a megszerzett lepattanók listáját (1992-1998).
Hírhedt volt rendkívül agresszív védekezési stílusáról és lepattanószerzéseiről. NBA-pályafutása alatt összesen 6683 pontot dobott, 11 954 lepattanót szerzett és 1600 asszisztja volt. 2006-ban vonult vissza. 2011-ben a Pistons visszavonultatta mezszámát, a 10-est, valamint még ebben az évben bekerült a Naismith Memorial Basketball Hall of Fame-be.
2021-ben beválasztották az NBA 75 legjobb játékosa közé.
Profi karrierjét követően több kisebb csapatban is megfordult, mígnem 2006-ban végérvényesen búcsúzott a kosárlabdától.

## Magánélete
Rodman hírhedt botrányos és megosztó magánéletéről. Gyermekkorában félénk és visszahúzódó volt, 1993-ban pedig öngyilkossági kísérletet követett el. Ezt követően vált agresszívvá és magamutogatóvá. Haját élénk színekre festette, testét piercingekkel és tetoválásokkal borította be. A kosárlabdapályán számtalan alkalommal került összetűzésbe a játékosokkal és a játékvezetőkkel. Először 2008-ban vonult alkoholelvonóra. 1998 és 1999 között Carmen Electra modell férje volt, de rövid ideig Madonnával is kapcsolatban volt.
A kosárlabdázás mellett pankrátorként is ismertté vált, 1997 és 2008 között számos nWo eseményen látható volt, többek között Hulk Hogan oldalán is. Színészként Jean-Claude Van Damme és Mickey Rourke mellett játszott főszerepet a Nyerő páros című akciófilmben, amely filmben nyújtott alakításáért három Arany Málna díjjal „jutalmazták” a 18. Arany Málna-gálán. Ezt követően a Simon Sez és a Kötelék nélkül című alkotásokban volt látható.
Rodman 2013-ban azzal hívta fel magára a figyelmet, hogy többször is látogatást tett Észak-Koreában, valamint összebarátkozott az ország diktátorával, Kim Dzsongunnal.

## Filmográfia
| Év   | Cím                      | Eredeti cím       | Szerep                 | Magyar hang      |
| ---- | ------------------------ | ----------------- | ---------------------- | ---------------- |
| 1996 | Eddie                    | Eddie             | San Antonio Spurs      |                  |
| 1997 | Nyerő páros              | Double Team       | Yaz                    | Kálid Artúr      |
| 1997 | Álmodik a nyomor         | B*A*P*S           | önmaga                 |                  |
| 1999 | A Féreg akcióba lép      | Simon Sez         | Simon                  | Kálid Artúr      |
| 2000 | Kötelék nélkül (TV film) | Cutaway           | Randy 'Turbo' Kingston | Schneider Zoltán |
| 2007 | Tuti lúzerek             | The Comebacks     | Warden                 | Albert Péter     |
| 2007 |                          | The Minis         | önmaga                 |                  |
| 2013 |                          | Fight (rövidfilm) | önmaga                 |                  |
| 2013 |                          | Blunt Movie       | Leroy Suggs / apu      |                  |

## Fordítás
- Ez a szócikk részben vagy egészben  a   Dennis Rodman című angol Wikipédia-szócikk ezen változatának fordításán alapul.  Az eredeti cikk szerkesztőit annak laptörténete sorolja fel. Ez a jelzés csupán a megfogalmazás eredetét és a szerzői jogokat jelzi, nem szolgál a cikkben szereplő információk forrásmegjelöléseként.